# Janez Trinko
Janez Trinko (tudi John Vianney), slovenski frančiškan in  rimskokatoliški duhovnik med izseljenci v Združenih državah Amerike, * 17. marec 1907, Chichago, † 10. oktober 1969, (?), Združene države Amerike.

## Življenje in delo
Njegova starša sta se na začetku 20. stoletja iz zaselka Trinko na južnem pobočju Kolovrata izselila v ZDA. V Detroitu, kjer so imeli slovenski frančiškani svojo redovno hišo in upravljali župnijo Sv. Janeza Vianneya, je  oče opravljal službo cerkovnika. Zato ni čudno, da je sinu dal ime John Viannney. Frančiškani so nadarjenemu in pobožnemu fantu omogočili potovanje v Evropo in študij bogoslovja v Ljubljani. V frančiškanski red je vstopil 29. avgusta 1927, večne zaobljube je izrekel 6. septembra 1931, posvečen v mašnika je bil 2. julija 1933 v Ljubljani, novo mašo pa je pel v cerkvi Sv. Marije v kraju Kras (občina Drenchia/Dreka) v Beneški Sloveniji. Po novi maši se je vrnil v ZDA in tam deloval na raznih postojankah slovenskih frančiškanov. Predvsem je pomagal pri ohranjanju slovenstva, krščanskih izročil in pri splošni ljudski prosveti.